# Rettungswurfleine

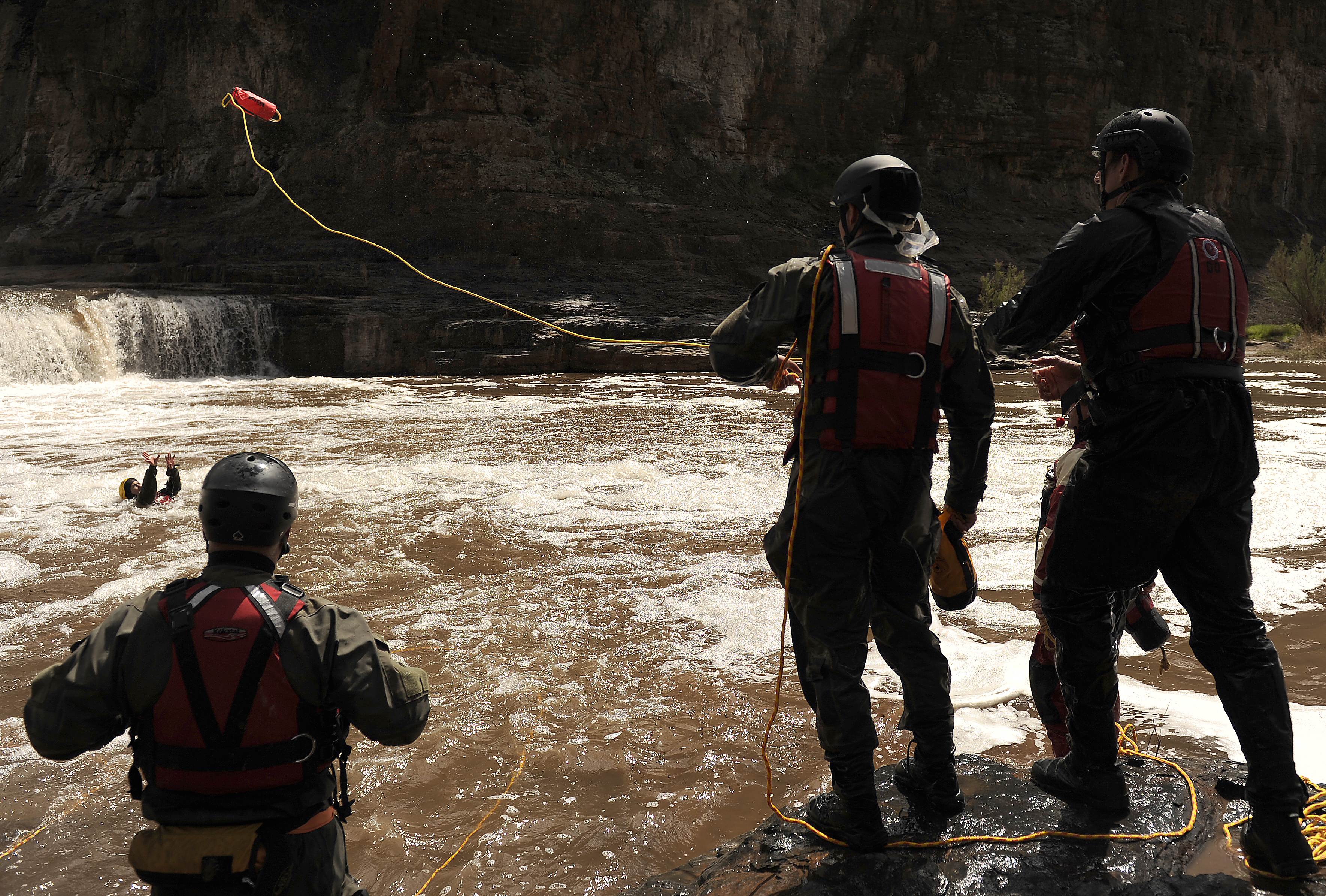
Einsatz eines Wurfsacks bei einer Strömungsrettungs-Übung

Die Rettungswurfleine (auch: der (Rettungs-)Wurfsack) ist ein Hilfsmittel bei der Wasserrettung. Sie besteht aus einem Beutel, in dem in der Spitze ein Auftriebskörper eingenäht ist. Je nach Größe beinhaltet der Beutel 15 – 35 m schwimmfähige Leine, die eine Last von ca. 5000 N (≈ 500 kg) aushalten kann, mit einer Schlinge an jedem Ende. Das eine Ende der Leine ist mit dem Beutel fest verbunden. Der Sack ist meist mit einem Druckknopf verschlossen. Neuere Modelle haben einen "Tenax-Sicherheitsverschluss".

## Anwendung

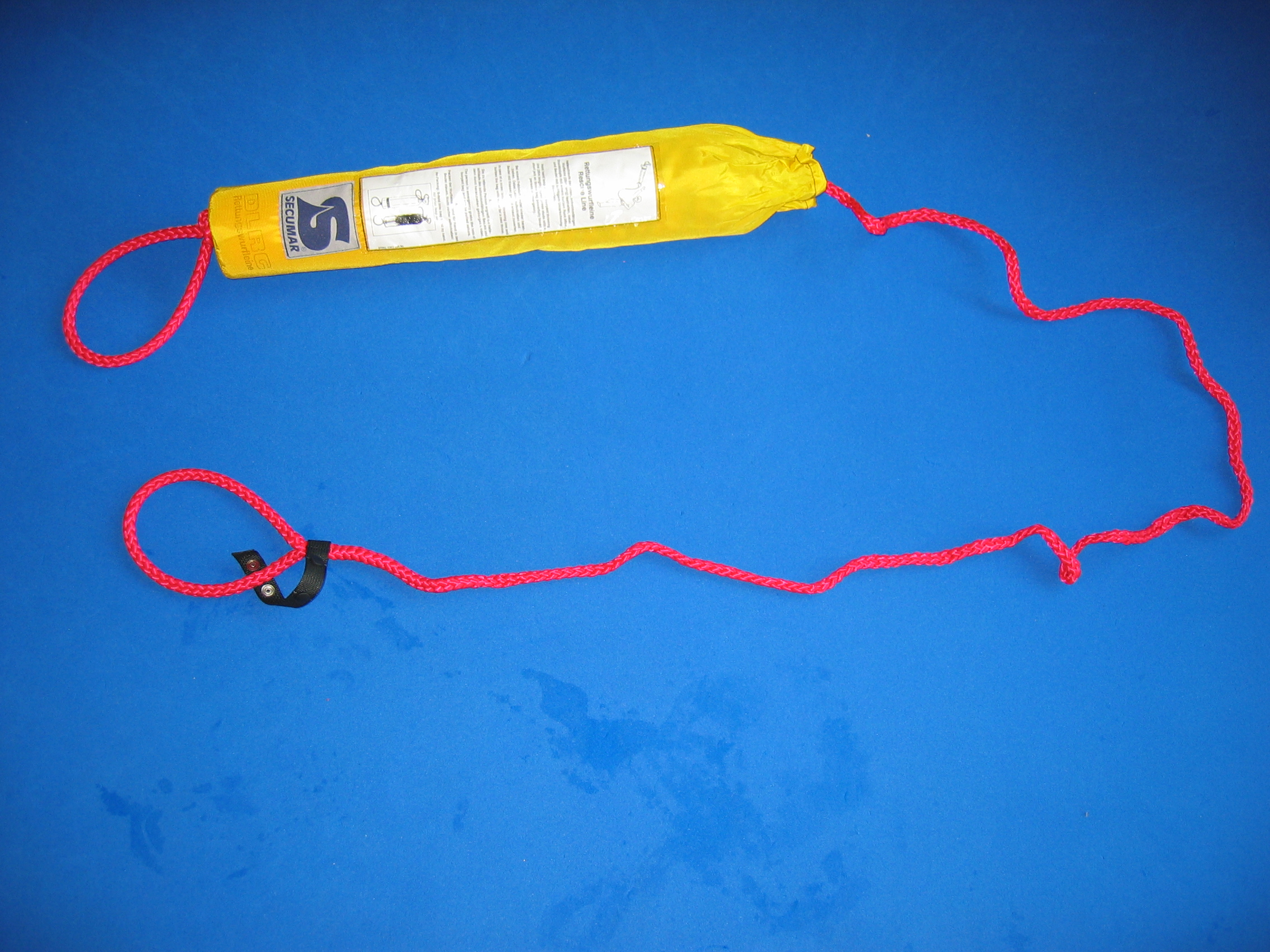
Eine Rettungswurfleine der DLRG (Älteres Model)

Die Rettungswurfleine wird ähnlich angewendet wie der Rettungsball.
Um einem Verunfallten zu helfen, nimmt der Retter die Schlinge in die Hand, öffnet den Sack und zieht in etwa 2 m Leine hinaus. Dann kann der Retter den Sack, je nach Situation, mit dem Schockwurf oder dem Schlagwurf dem Verunfallten zuwerfen. Der Verunfallte kann sich dann am Auftriebskörper festhalten und vom Retter an Land gezogen werden.
Sollte der Wurf nicht gelungen sein, ist der Verunfallte in fließenden Gewässern in der Regel uneinholbar abgetrieben. An Strudeln, Wehren oder stehenden Gewässern kann die Leine wieder eingeholt werden und ein neuer Wurf erfolgen. Um sich das zeitraubende Wiederreinstopfen zu ersparen, kann der Retter den jetzt leeren Sack mit Wasser füllen und die Leine locker aufgerollt in die Hand nehmen und so schnell noch einmal werfen. Die Reichweite des erneuten Wurfes ist jedoch geringer als bei gestopftem Wurfsack.

## Wildwasserrettung
Die Rettungswurfleine kann auch bei Strömungsrettungen eingesetzt werden, um schnell einen Schwimmer zu sichern oder zu retten, ein Kajak zu bergen oder um schnell eine Brücke über den Fluss zu bauen.
Um die Rettungswurfleine einzusetzen, sucht der Retter einen ruhigen Bereich im Wildwasser, wo er auch einen sicheren Stand findet. Dann stellt er Blickkontakt zum Verunfallten her und ruft: „Seil“.
Der Retter versucht dann das Seil kurz vor den Verunfallten zu werfen, da der Verunfallte schneller treibt als das Seil, im Zweifel sollte er aber eher zu weit als zu kurz werfen.
Wenn der Verunfallte das Seil ergriffen hat, kann der Retter den Verunfallten aus dem Wasser ziehen. Dabei sollte er das Seil in die Schultersicherung nehmen.

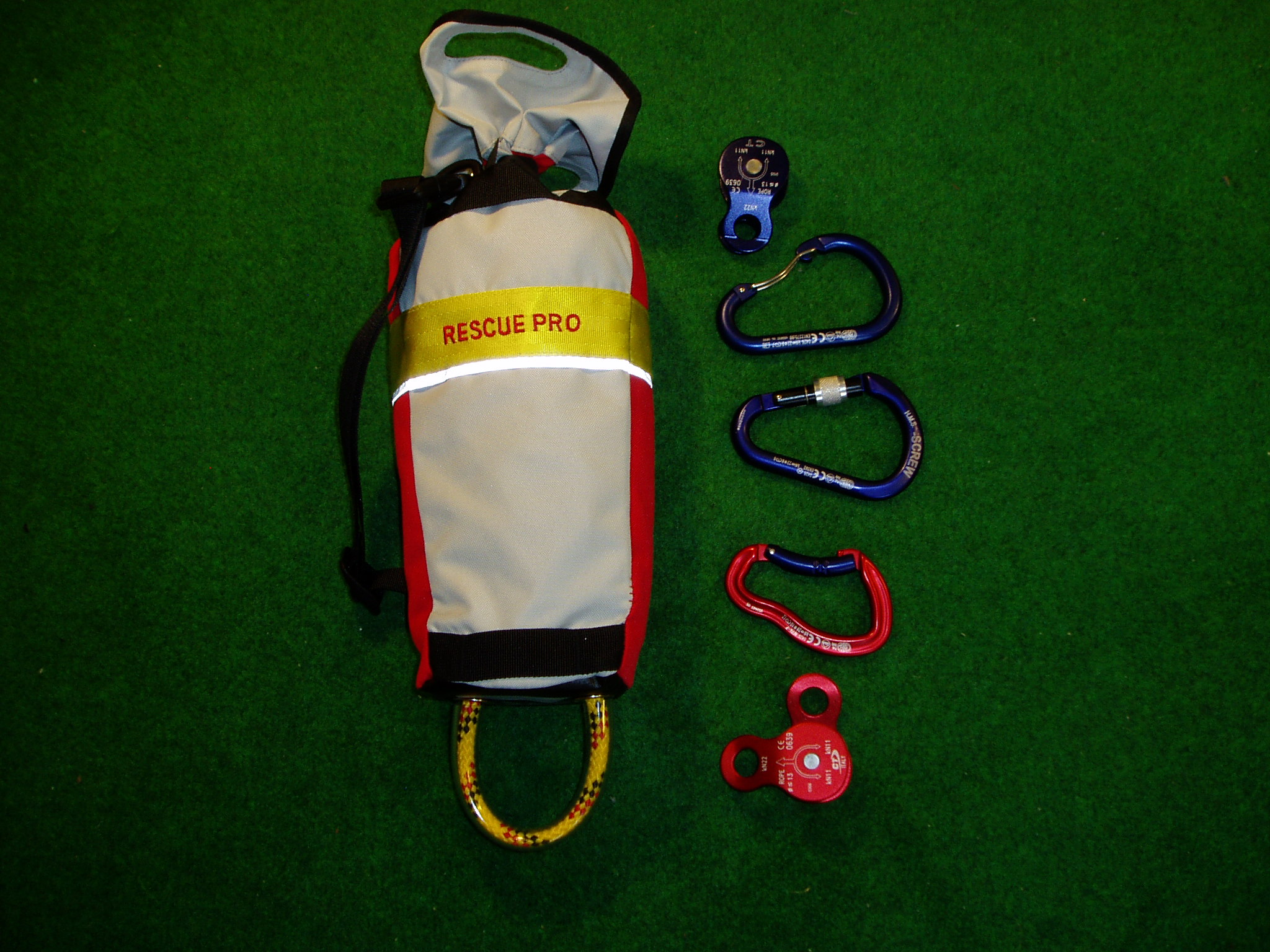
Wurfsack mit Karabinerhaken und Umlenkrollen.

### Vorteile
- Gute Wurfeigenschaften
- Einfach zu handhaben
- Schnell einsatzbereit
- Leicht zu verstauen

### Nachteile
- Verunfallter muss bei Bewusstsein sein.
- Meist keine große Auftriebswirkung
- Begrenzter Einsatzradius

## Schwimmleine
Die Wurfleine ist immer als Schwimmleine ausgeführt. Verwendet wird Polypropylen, das mit einer Dichte von 0,9 kg/l leichter als Wasser ist und somit an der Wasseroberfläche schwimmt und sich nicht so leicht in der Schiffsschraube verfängt. Polypropylen hat den Nachteil, dass es eine geringe Kanten- und Scherfestigkeit besitzt, und deshalb nicht über harte oder scharfe Kanten geführt werden darf.